# Kawasaki KH-4
Kawasaki KH-4 — японський легкий багатоцільовий гелікоптер на базі Bell 47.

## Історія
В 1952 фірма Kawasaki отримала ліцензію на виготовлення гелікоптера Bell 47. 
У 1962 японці розробили власний варіант, який відрізнявся новою кабіною, місцевою авіонікою та більшим паливним баком.
Всього було виготовлено 211 KH-4, включаючи 4, які були переобладнані з Bell 47G. 
Більшість експлуатувалась цивільними операторами, але декілька знаходилось на озброєнні ВПС Японії та Таїланду.